# Poule du Valdarno

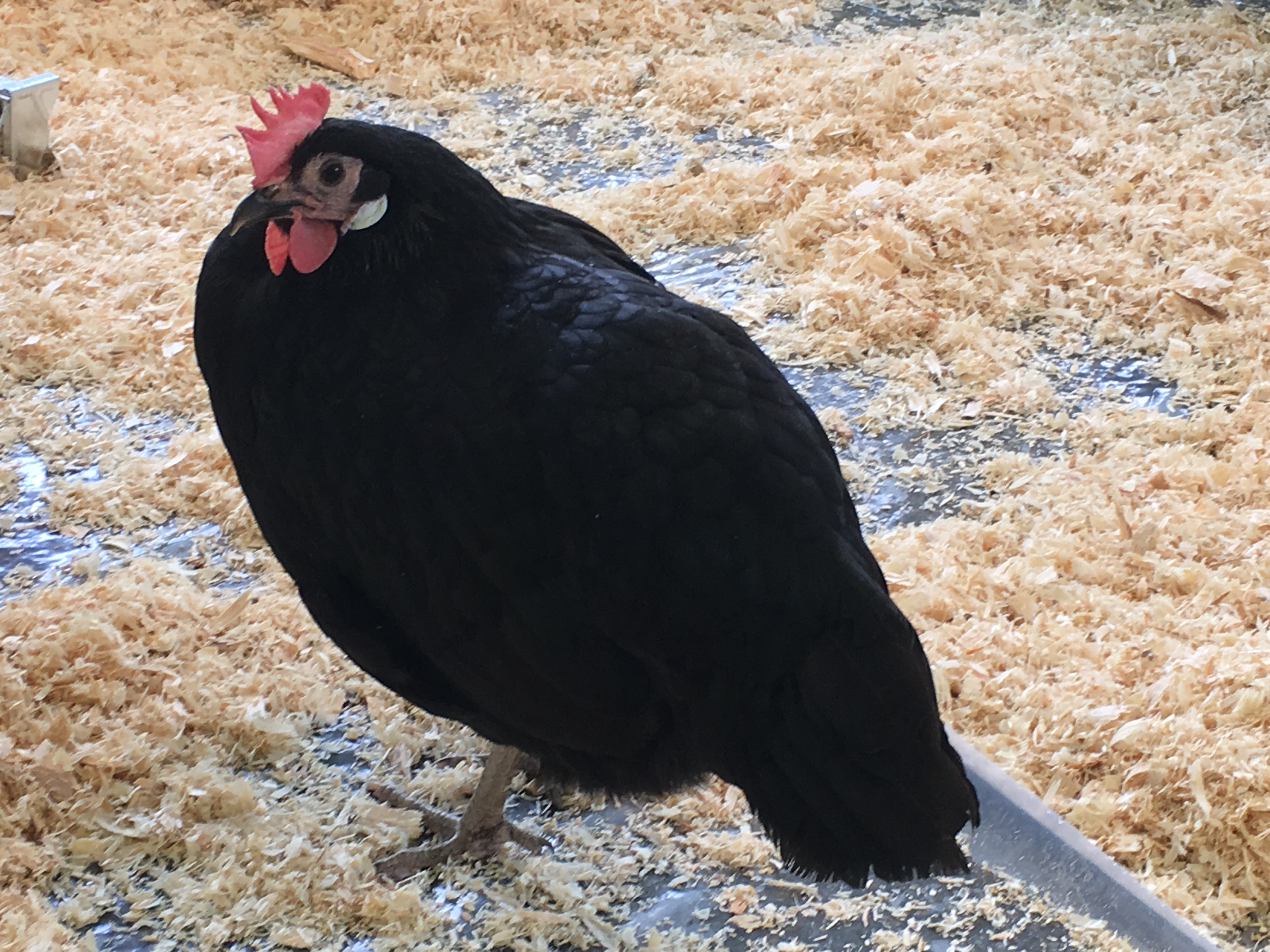
Poule valdarno

La poule du Valdarno est une race de poule domestique d'origine italienne, plus précisément du Valdarno en Toscane. C'est une race fermière méditerranéenne, légère et rustique dont le plumage est noir. Elle ressemble à la leghorn noire, mais son tronc est plus long, large et compact.

## Origines
Cette race est présente depuis le XIXe siècle dans la campagne toscane dans le Valdarno et la plaine de Pise, et elle est reconnue en 1905, mais elle disparaît quasiment après la Première Guerre mondiale, jusqu'à ce qu'elle soit reconstituée à partir des années 1980 par l'aviculteur Fabrizio Foscari. Celui-ci s'aide entre autres de la bresse noire et de la poule de Castille. Elle reparaît en 1998 dans les standards en étant exposée au championnat italien d'aviculture à Reggio d'Émilie, où elle est remarquée. Elle ne doit pas être confondue avec une autre race apparue récemment et non encore reconnue, la valdarnèse blanche.
Elle aime vivre dans des espaces ouverts, et dépérit en batteries.

## Description
La tête de la valdarno est élégante et relativement forte, dotée d'une crête simple, grande et développée, rouge avec cinq ou six dentelures. Elle est droite chez le coq, et lébgèrement inclinée à partir de la deuxième dent pour la poule. Les barbillons sont rouges, longs et bien détachés, sans être ouverts en avant. Les oreillons sont parfaitement ovales et blancs.
Son cou est de longueur moyenne, légèrement arqué. Les épaules sont assez larges et le dos de moyenne longueur; il est incliné vers la queue chez le coq et quasiment horizontal chez la poule. Les ailes sont plutôt longues et bien collées au corps. La queue est bien voyante, mais pas trop développée. Elle forme un angle de 65-70° avec la ligne du dos chez le coq et de 50-55° chez la poule.

## Standard
- Masse idéale : coq : 2,5 kg à 2,8 kg ; poule : 2 kg à 2,3 kg
- Chair: blanche
- tarses: couleur ardoise foncé, lisses et nus
- Ventre: bien développé surtout chez la poule
- Plumage: uniquement noir